# Moeraswolfspin
De moeraswolfspin (Pardosa palustris) is een spinnensoort die behoort tot de wolfspinnen (Lycosidae).
De vrouwtjes worden 4,5 tot 6 mm groot, de mannetjes worden 4,5 tot 5,5 mm. Het achterlijf is donkerbruin met een lichtere middenstreep. Het kopborststuk is ook donkerbruin maar dan met een beige middenstreep en omzoming. De poten zijn geelachtig met donkere vlekken. De mannetjes zijn hetzelfde gekleurd, maar donkerder. De duinwolfspin (P. monticola) is zeer vergelijkbaar en is alleen genitaal te onderscheiden. Ze leven op graslanden in het Holarctisch gebied.